# Torneio Início Paulista de 1935
O Torneio Início de 1935 foi a 15.ª edição da competição que antecedeu o início do Campeonato Paulista. O Campeonato da LPF (liga Paulista de Futebol), teve como campeão o Palestra Itália. Já o Campeonato da APEA (Associação Paulista de Esportes Atléticos), teve como campeã a Portuguesa de Desportos.
A competição foi disputada em sistema eliminatório e em dois tempos de 10 minutos. Exceto a final que foi disputada em dois tempos de 15 minutos.
Os jogos foram realizados no dia 12 maio, no Estádio da fazedinha.
```
                                                 Primeira fase
```

Juventus 2 x 1 Santos
Paulista 2 x 1 Hespanha
Corinthians 1 x 0 Portuguesa Santista
```
                                                  Semi Final
```

Palestra Itália 2 x 0 Juventus
Corinthians 1 x 0 Paulista
```
                                                      Final
```

Palestra Itália 0 x 0 Corinthians (2 x 1 escanteios)
```
                                                 Time campeão:
```

Batatais; Carnera e Machado; Tunga, Dula e Tuffy; Mendes, Gambardo e Romeu; Mendes, Gabardo, Romeu, Carnieri e Imparato. 
Campeão: Palestra Itália
Os jogos foram realizados no dia 09 de junho no Campo do São Bento.
```
                                                       Primeira fase
```

São Bento 1 x 0 Sírio Libanês
Independente 2 x 0 São Caetano
```
                                                      Quartas de final
```

Estudantes 0 x 0 Humberto I (2 x 0 escanteios)
Ordem e Progresso 1 x 0 Ypiranga
Portuguesa 1 x 0 Jardim América
São Bento 1 x 0 Independente
```
                                                           Semi Final
```

Estudantes 2 x 0 Ordem e Progresso
Portuguesa 0 x 0 São Bento ( 2 x 1 escanteios)
```
                                                           Final
```

Portuguesa 1 x 0 Estudantes
Gol:Luna
Campeão: Portuguesa
```
                                                          Time campeão:
```

Thadeu; Fiorotti e Gasperini; Duilio, Barros e Albino; Arnaldo, Frederico, Jubá, Carioca e Luna. 
1. ↑  http://memoria.bn.br/DocReader/DocReader.aspx?bib=720216. Edição 898, página 4. Acessado em 23 de maio de 2019.
2. ↑  http://memoria.bn.br/DocReader/DocReader.aspx?bib=720216. Edição 899, página 4, visitado em 23 de maio de 2019
3. ↑  http://memoria.bn.br/DocReader/DocReader.aspx?bib=720216. Edição 922, página 6. Acessado em 23 de maio de 2019.
4. ↑  http://memoria.bn.br/DocReader/DocReader.aspx?bib=720216. Edição 923, página 4. Acessado em 23 de maio de 2019